# Liste der Plätze in Nürnberg

Kleines Wappen der Stadt Nürnberg
Großes Wappen der Stadt Nürnberg

In dieser Seite ist ein Teil der Plätze in Nürnberg aufgelistet.
| Name/Lage                           | Stadtteil (Bezirk)              | Namensherkunft | Jahr der Benennung    | Anmerkung | Bild           |
| ----------------------------------- | ------------------------------- | --- | --------------------- | --- | -------------- |
| Albrecht-Dürer-Platz Lage           | Sebalder Altstadt (0)           | Albrecht Dürer (1471–1528), Nürnberger Maler, Grafiker, Mathematiker und Kunsttheoretiker | 1840                  | Albrecht-Dürer-Denkmal, Historische Felsengänge, Schürstabhaus früherer Name: Milchmarkt (seit 1258) | weitere Bilder |
| Am Paulusstein Lage                 | Buchenbühl (8)                  | Name eines ehemaligen Flurstücks | 1920                  | | weitere Bilder |
| An den Fleischbänken Lage           | Sebalder Altstadt (0)           | Gebiet zwischen den neuen und alten Fleischbänken | 1444                  | | weitere Bilder |
| Andreas-Reichel-Platz Lage          | Neunhof (7)                     | Andreas Reichel (1906–1984), ehemaliger Bürgermeister der bis 1972 eigenständigen Gemeinde Neunhof | 1996                  | |                |
| Andreij-Sacharow-Platz Lage         | Sebalder Altstadt (0)           | Andrei Dmitrijewitsch Sacharow (1921–1989), sowjetischer Physiker, der „Vater der sowjetischen Wasserstoffbombe“, Dissident und Friedensnobelpreisträger | 1990                  | Herrenschießhaus, ehemals Teil der kleinen Insel Schütt | weitere Bilder |
| Anton-Müller-Platz Lage             | Glockenhof (1)                  | Anton Müller (1900–1977), Nürnberger SPD-Kommunalpolitiker, Förderer der Arbeiterwohlfahrt und Verfolgter des NS-Regimes | 1980                  | | weitere Bilder |
| Aufseßplatz Lage                    | Galgenhof (1)                   | Hans von und zu Aufseß (1801–1872), Gründer des Germanischen Nationalmuseums | 1876                  | U-Bahnhof Aufseßplatz | weitere Bilder |
| Äußerer Laufer Platz Lage           | Sebalder Altstadt (0)           | Stadt Lauf an der Pegnitz | 1809/10               | U-Bahnhof Rathenauplatz, Laufer Tor ehemals als beim Laufer Tor bezeichnet | weitere Bilder |
| Aussiger Platz Lage                 | Zerzabelshof (9)                | Stadt Aussig (heute: Ústí nad Labem) in Tschechien | 1966                  | Loeffelholzscher Herrensitz | weitere Bilder |
| Bahnhofsplatz Lage                  | Tafelhof (0)                    | Hauptbahnhof | 1868                  | Hauptbahnhof und U-Bahnhof, Handwerkerhof, Königstor, Frauentor früherer Name: Tuchbereitersplatz | weitere Bilder |
| Bauhof Lage                         | Lorenzer Altstadt (0)           | Bauhof | 1809                  | Kunstbunker – forum für zeitgenössische kunst | weitere Bilder |
| Benjamin-Ferencz-Platz Lage         | Bärenschanze (2)                | Benjamin Ferencz (1920–2023), US-amerikanischer Jurist, Chefankläger im Einsatzgruppen-Prozess, einem der zwölf Nürnberger Nachfolgeprozesse nach dem Zweiten Weltkrieg | 2023                  | Memorium Nürnberger Prozesse, Justizpalast | weitere Bilder |
| Berliner Platz Lage                 | Wöhrd (0)                       | Stadt Berlin | 1956                  | Reformations-Gedächtnis-Kirche | weitere Bilder |
| Bielingplatz Lage                   | Bielingplatz (2)                | Gustav Philipp Jakob Bieling (1744–1816), deutscher Buchdrucker und Nürnberger Magistratsrat | 1886                  | U-Bahnhof Klinikum Nord, Peter-Vischer-Schule | weitere Bilder |
| Budapester Platz Lage               | Hummelstein (1)                 | Stadt Budapest | 1929                  | | weitere Bilder |
| Brunnenhof Lage                     | Langwasser Nordost (3)          | Brunnen |                       | | weitere Bilder |
| Celtisplatz Lage                    | Galgenhof (1)                   | Conrad Celtis (1459–1508), deutscher Humanist und Dichter | 1876                  | | weitere Bilder |
| Christoph-Carl-Platz Lage           | Laufamholz (9)                  | Christoph Conrad Carl von Forster, Hammerwerkbesitzer | 1938                  | Historische Industriesiedlung Hammer erstmals urkundlich 1372 als Mühl zu Laufenholz erwähnt | weitere Bilder |
| Danziger Platz Lage                 | Schoppershof (8)                | Stadt Danzig | 1927                  | | weitere Bilder |
| Dianaplatz Lage                     | Gibitzenhof (1)                 | Diana, römische Göttin der Jagd, des Mondes und der Geburt, Beschützerin der Frauen und Mädchen | 1974                  | | weitere Bilder |
| Dr.-Luppe-Platz Lage                | Steinbühl (1)                   | Hermann Luppe (1874–1945), 1920 bis 1933 Oberbürgermeister Nürnbergs und Gründungsmitglied der liberalen Deutschen Demokratischen Partei (DDP) | 1952                  | frühere Name: Mainzer Platz (1928–1952) | weitere Bilder |
| Egidienplatz Lage                   | Sebalder Altstadt (0)           | Heiliger Ägidius (640–720), griechischer Kaufmann und einer der vierzehn Nothelfer sowie im Mittelalter einer der populärsten Heiligen | 1809                  | Egidienkloster, St. Egidien, Aegidianum, Pellerhaus, Deutsches Spielearchiv Nürnberg, Ali Baba Spieleclub, Kaiser-Wilhelm-I.-Denkmal                                                                                                | weitere Bilder |
| Eichstätter Platz Lage              | Reichelsdorf (5)                | Stadt Eichstätt | 1929                  | Hl. Familie | weitere Bilder |
| Elisabeth-Selbert-Platz Lage        | Langwasser Südost (3)           | Elisabeth Selbert (1896–1986), deutsche Politikerin und Juristin. Eine der vier „Mütter des Grundgesetzes“ und große Verdienste um die Aufnahme der Gleichberechtigung in den Grundrechteteil der bundesdeutschen Verfassung. | 1989                  | U-Bahnhof Gemeinschaftshaus |                |
| Enver-Şimşek-Platz Lage             | Altenfurt, Moorenbrunn (3)      | Enver Şimşek (1961–2000), Inhaber eines Blumenhandels, erstes Opfer der Mordserie der terroristischen Vereinigung „Nationalsozialistischer Untergrund“ (NSU) | 2021                  | |                |
| Europaplatz Lage                    | St. Jobst (9)                   | Europa | 1994                  | Museum Industriekultur, Tafelhalle | weitere Bilder |
| Färberplatz Lage                    | Lorenzer Altstadt (0)           | Färber, Beruf | 1910                  | Färbertor |                |
| Fenitzerplatz Lage                  | Veilhof (2)                     | | 1884                  | | weitere Bilder |
| Fleischmannplatz Lage               | Sandberg (2)                    | Fleischmann, Spielzeughersteller aus St. Johannis | 1959                  | Dr.-Theo-Schöller-Schule | weitere Bilder |
| Freyung Lage                        | Sebalder Altstadt (0)           | Freiung |                       | Nürnberger Burg | weitere Bilder |
| Friedrich-Ebert-Platz Lage          | St. Johannis (0)                | Friedrich Ebert (1871–1925), seit 1913 Vorsitzender der Sozialdemokratischen Partei Deutschlands und amtierte von 1919 bis zu seinem Tode als erster Reichspräsident der Weimarer Republik. | 1954                  | U-Bahnhof Friedrich-Ebert-Platz, Archivpark | weitere Bilder |
| Fritz-Munkert-Platz Lage            | Ziegelstein (8)                 | Georg Friedrich Munkert (1888–1944), Nürnberger Sozialdemokrat und Widerstandskämpfer gegen den Nationalsozialismus | 1982                  | U-Bahnhof Ziegelstein | weitere Bilder |
| Fünferplatz Lage                    | Sebalder Altstadt (0)           | Fünferhaus | 1870                  | | weitere Bilder |
| Gabriel-von-Seidl-Platz Lage        | Dutzendteich (3)                | Gabriel von Seidl (1848–1913), deutscher Architekt und Vertreter des Historismus sowie des bayerischen Heimatstils | 1949                  | |                |
| Georg-Wieszner-Platz Lage           | Gibitzenhof (1)                 | Georg Wieszner (1894–1969), Kulturhistoriker und Erwachsenenpädagoge | 1982                  | | weitere Bilder |
| Gewerbemuseumsplatz Lage            | Lorenzer Altstadt (0)           | Gewerbemuseum | 1895                  | Gewerbemuseum, Bildungszentrum Nürnberg, Uhrensammlung Karl Gebhardt, Stadtbibliothek, Cinecittà, Naturhistorische Gesellschaft Areal des ehemaligen Katharinenklosters                                                             | weitere Bilder |
| Gleißnerplatz Lage                  | Rangierbahnhof-Siedlung (3)     | Ludwig Gleißner (1864–1932), Nürnberger Reichsbahndirektor | 1938                  | |                |
| Guttenbergplatz Lage                | Glockenhof (1)                  | Heinrich Guttenberg (1749–1818), Nürnberger Kupferstecher | 1876                  | | weitere Bilder |
| Hallplatz Lage                      | Lorenzer Altstadt (0)           | Mauthalle | 1809/10               | früherer Name: Kohlenmarkt | weitere Bilder |
| Hans-Gradl-Platz Lage               | Eberhardshof (6)                | Hans Gradl, Rektor der Geschwister-Scholl-Realschule Nürnberg |                       | Geschwister-Scholl-Realschule | weitere Bilder |
| Hans-Sachs-Platz Lage               | Sebalder Altstadt (0)           | Hans Sachs (1494–1576), Nürnberger Schuhmacher, Spruchdichter, Meistersinger und Dramatiker | 1933                  | Heilig-Geist-Spital, Hans-Sachs-Denkmal, Synagogendenkmal frühere Name ab 1809/10: Spitalplatz | weitere Bilder |
| Hardenbergplatz Lage                | St. Jobst (9)                   | Karl August von Hardenberg (1750–1822), preußischer Staatsmann, der dem kurhannoverschen Adelsgeschlecht derer von Hardenberg entstammte. Von 1804 bis 1806 Preußischer Außenminister und von 1810 bis 1822 Staatskanzler; 1814 wurde er für seine Verdienste in den Fürstenstand erhoben                                                                        | 1929                  | |                |
| Harsdörfferplatz Lage               | Glockenhof (1)                  | Georg Philipp Harsdörffer (1607–1658), Nürnberger Dichter des Barock sowie Begründer des Pegnesischen Blumenordens | 1906                  | | weitere Bilder |
| Hauptmarkt Lage                     | Sebalder Altstadt (0)           | Verdeutlichung der Bedeutung im Vergleich zu den anderen Marktplätzen | 1809/10               | Frauenkirche, Schöner Brunnen, Rathaus früherer Name: Grüner Markt oder Großer Markt | weitere Bilder |
| Hefnersplatz Lage                   | Lorenzer Altstadt (0)           | Hefner, Beruf | 1809/10               | Peter-Henlein-Brunnen früher Name: Hef(f)nersplätzlein | weitere Bilder |
| Heideloffplatz Lage                 | Glockenhof (1)                  | Carl Alexander Heideloff (1789–1865), deutscher Architekt und Denkmalpfleger | 1911                  | | weitere Bilder |
| Heilbronner Platz Lage              | Reichelsdorf (5)                | Stadt Heilbronn | 1959                  | | weitere Bilder |
| Heinickeplatz Lage                  | Eberhardshof (6)                | Samuel Heinicke (1727–1790), Pädagoge und „Erfinder“ der Deutschen Methode der Gehörlosenpädagogik |                       | | weitere Bilder |
| Heinrich-Böll-Platz Lage            | Langwasser Südost (3)           | Heinrich Böll (1917–1985), gilt als einer der bedeutendsten deutschen Schriftsteller der Nachkriegszeit und erhielt 1972 den Literaturnobelpreis | 1985                  | U-Bahnhof Gemeinschaftshaus, Franken-Center |                |
| Helmut-Herold-Platz Lage            | Gibitzenhof (1)                 | Helmut Herold, Pfarrer |                       | | weitere Bilder |
| Helmut-Kohl-Platz Lage              | Tafelhof (0)                    | Helmut Kohl (1930–2017), ehemaliger deutscher Bundeskanzler | 2021                  | Tafelhof Palais | weitere Bilder |
| Heroldsberger Platz Lage            | Ziegelstein (8)                 | Markt Heroldsberg | 1930                  | | weitere Bilder |
| Herschelplatz Lage                  | Gibitzenhof (1)                 | Friedrich Wilhelm Herschel (1738–1822), ein aus Deutschland stammender britischer Astronom und Musiker | 1911                  | | weitere Bilder |
| Hiroshimaplatz Lage                 | Guntherstraße (1)               | Stadt Hiroshima | 1992                  | | weitere Bilder |
| Hübnersplatz Lage                   | Sebalder Altstadt (0)           | Hübner, Beruf | 1870                  | frühere Namen: Hübnersplätzlein, auch Hümersplätzlein, auch Gänsbühl oder Am/Beim Spitzenberg | weitere Bilder |
| Humboldtplatz Lage                  | Galgenhof (1)                   | Alexander von Humboldt (1769–1859), deutscher Naturforscher mit einem weit über Europa hinausreichenden Wirkungsfeld. In seinem über einen Zeitraum von mehr als sieben Jahrzehnten entstandenen Gesamtwerk schuf er „einen neuen Wissens- und Reflexionsstand des Wissens von der Welt“ und wurde zum Mitbegründer der Geographie als empirischer Wissenschaft. | 1902                  | | weitere Bilder |
| Innerer Laufer Platz Lage           | Sebalder Altstadt (0)           | Stadt Lauf an der Pegnitz | 1809/10               | Laufer Schlagturm, Grübelsbrünnlein, Allerheiligenkapelle ehemals nur als Laufer Platz bezeichnet | weitere Bilder |
| İsmail-Yaşar-Platz Lage             | Ludwigsfeld (1)                 | İsmail Yaşar (1955–2005), Inhaber eines Imbissstandes, sechstes Opfer der Mordserie der terroristischen Vereinigung „Nationalsozialistischer Untergrund“ (NSU) | 2022                  | St. Kunigund | weitere Bilder |
| Jakobsplatz Lage                    | Lorenzer Altstadt (0)           | St. Jakob | 1809/10               | U-Bahnhof Weißer Turm, St. Jakob, St. Elisabeth, Weißer Turm, Feuerwehrmuseum ehemals königlicher Wirtschaftshof bei St. Jakob frühere Namen: bei/hinter St. Jakob, Jakobskirchhof, Jakober Platz, Jakobsmarkt, beim Deutschen Haus | weitere Bilder |
| Jamnitzerplatz Lage                 | Gostenhof (0)                   | Wenzel Jamnitzer (1507/1508–1585), deutscher Goldschmied, Kupferstecher und Stempelschneider | 1985                  | | weitere Bilder |
| Jean-Paul-Platz Lage                | Hummelstein (1)                 | Jean Paul (1763–1825), deutscher Schriftsteller | 1929                  | Poststadt | weitere Bilder |
| Johann-Adam-Reitenspieß-Platz Lage  | Zerzabelshof (9)                | Johann Adam Reitenspieß | 1999                  | |                |
| Josephsplatz Lage                   | Lorenzer Altstadt (0)           | Maximilian I. Joseph (1756–1825), Regierungsantritt im Jahre 1799 als Maximilian IV. zunächst Herzog von Bayern, Pfalzgraf bei Rhein, Herzog von Jülich und Berg sowie Kurfürst des Heiligen Römischen Reiches; 1806 Aufstieg zum ersten König des Königreichs Bayern                                                                                            | 1809/10               | früherer Name: Kornmarkt | weitere Bilder |
| Julius-Schieder-Platz Lage          | Zerzabelshof (9)                | Julius Schieder (1888–1964), deutscher evangelisch-lutherischer Oberkirchenrat und Kreisdekan von Nürnberg | 1967                  | |                |
| Karl-Pschigode-Platz Lage           | Tafelhof (0)                    | Karl Pschigode (1907–1971), deutscher Schauspieler und Theaterintendant | 1982                  | | weitere Bilder |
| Kaspar-Hauser-Platz Lage            | Lorenzer Altstadt (0)           | Kaspar Hauser (1812–1833), wurde in der Biedermeierzeit als „rätselhafter Findling“ bekannt | 1989                  | Dudelsackpfeiferbrunnen, unmittelbare Nähe zum Ort des Auffindens Kaspar Hausers | weitere Bilder |
| Kaulbachplatz Lage                  | Uhlandstraße (2)                | Wilhelm von Kaulbach (1805–1874), deutscher Maler, der durch große Wand- und Deckengemälde mit geschichtlichem Inhalt und Literaturillustrationen bekannt wurde | 1912                  | U-Bahnhof Kaulbachplatz | weitere Bilder |
| Keßlerplatz Lage                    | Wöhrd (0)                       | Keßler, Beruf | 1903                  | | weitere Bilder |
| Klarissenplatz Lage                 | Lorenzer Altstadt (0)           | Klarissen, zweite Orden des hl. Franziskus | 2000                  | Neues Museum Nürnberg ungefähr 100 Meter vom Klarissenkloster St. Klara entfernt | weitere Bilder |
| Kobergerplatz Lage                  | Uhlandstraße (2)                | Anton Koberger (1440–1513), bedeutender Nürnberger Buchdrucker, Verleger und Buchhändler der Inkunabelzeit, der als einer der ersten die besonderen ökonomischen Möglichkeiten dieses Wirtschaftszweiges erkannte und seinen Betrieb als kapitalistisches Unternehmen führte; Taufpate Albrecht Dürers                                                           | 1886                  | | weitere Bilder |
| Kopernikusplatz Lage                | Galgenhof (1)                   | Nikolaus Kopernikus (1473–1543), Domherr des Fürstbistums Ermland in Preußen sowie Astronom und Arzt, der sich auch der Mathematik und Kartographie widmete | 1915                  | | weitere Bilder |
| Kornmarkt Lage                      | Lorenzer Altstadt (0)           | Korn | 1809/10               | Germanisches Nationalmuseum, Straße der Menschenrechte, CVJM-Landesverband Bayern frühere Namen: Auf dem Steig oder Am Zeughausgraben                                                                                               | weitere Bilder |
| Köpfleinsberg Lage                  | Lorenzer Altstadt (0)           | Kopf, Nürnberger Familie | 1809                  | früher auch als Köpfels-, Köpflers-, Kopflas- oder Köpfenberg bezeichnet | weitere Bilder |
| Leipziger Platz Lage                | Schoppershof (8)                | Stadt Leipzig | 2003                  | Nordostbahnhof und U-Bahnhof Nordostbahnhof | weitere Bilder |
| Leonhardsplatz Lage                 | St. Leonhard (2)                | Leonhard von Limoges (0–559/620), fränkischer Adelssohn, der am Hof der Merowinger erzogen wurde; später lebte er als Eremit. In der römisch-katholischen Kirche wird er als Heiliger verehrt | 1995                  | | weitere Bilder |
| Leonhard-Übler-Platz Lage           | Altenfurt (3)                   | Leonhard Übler (1910–1996), Funktionär der Sozialdemokratischen Partei Deutschlands | 1999                  | Scheurl’scher Herrensitz | weitere Bilder |
| Lindenplatz Lage                    | Katzwang (4)                    | Linde, Baum | 1974                  | |                |
| Lorenzer Platz Lage                 | Lorenzer Altstadt (0)           | St. Lorenz | 1809                  | U-Bahnhof Lorenzkirche, St. Lorenz, Nassauer Haus frühere Namen: Lorenzer Kirchhof oder Bei/Hinter St. Lorenz oder Gegenüber der Lorenzkirche                                                                                       | weitere Bilder |
| Ludwigsplatz Lage                   | Lorenzer Altstadt (0)           | Ludwig I. (1786–1868), König des Königreiches Bayern aus dem Geschlecht der Wittelsbacher. Er folgte seinem Vater Maximilian I. nach dessen Tod im Jahre 1825 auf den bayerischen Thron und dankte im Revolutionsjahr 1848 zugunsten seines Sohnes Maximilian II. ab                                                                                             | 1974                  | U-Bahnhof Weißer Turm, Ehekarussell früherer Name: Beim Weißen Turm | weitere Bilder |
| Lutherplatz Lage                    | Hummelstein (1)                 | Martin Luther (1483–1546), zentrale Persönlichkeit der Reformation, deren Wirken kirchengeschichtliche und weltgeschichtliche Bedeutung gewann |                       | | weitere Bilder |
| Maffeiplatz Lage                    | Galgenhof (1)                   | Joseph Anton von Maffei (1790–1870), gilt neben Joseph von Baader und Baron Theodor Cramer-Klett als einer der drei wichtigen Wegbereiter der Eisenbahn in Bayern | 1912                  | U-Bahnhof Maffeiplatz | weitere Bilder |
| Magnus-Hirschfeld-Platz Lage        | St. Lorenz (0)                  | Magnus Hirschfeld (1868–1935), deutscher Arzt, Sexualwissenschaftler und Mitbegründer der ersten Homosexuellen-Bewegung | 2019                  | Gedenkstätte für die homosexuellen Opfer des NS-Regimes, Sterntor, Skulpturengarten | weitere Bilder |
| Marie-Beeg-Platz Lage               | St. Leonhard (2)                | Marie Ille-Beeg (1855–1927), deutsche Schriftstellerin | 2001                  | |                |
| Matthäus-Hermann-Platz Lage         | Rangierbahnhof-Siedlung (3)     | Matthäus Herrmann (1879–1959), deutscher Politiker der SPD und Gewerkschafter | 1962                  | | weitere Bilder |
| Max-Grundig-Platz Lage              | Beuthener Straße (3)            | Max Grundig (1908–1989), Nürnberger Unternehmer, Gründer des Elektronik-Konzerns Grundig AG, zählt zu den bedeutenden Wirtschaftspionieren der Bundesrepublik Deutschland | 2000                  | |                |
| Max-Morlock-Platz Lage              | Dutzendteich (3)                | Max Morlock (1925–1994), deutscher Fußballspieler, gewann mit dem 1. FC Nürnberg 1948 und 1961 die deutsche Meisterschaft und der deutschen Fußballnationalmannschaft 1954 die Fußball-Weltmeisterschaft | 1995                  | | weitere Bilder |
| Maxplatz Lage                       | Sebalder Altstadt (0)           | Maximilian I. Joseph (1756–1825), Regierungsantritt im Jahre 1799 als Maximilian IV. zunächst Herzog von Bayern, Pfalzgraf bei Rhein, Herzog von Jülich und Berg sowie Kurfürst des Heiligen Römischen Reiches; 1806 Aufstieg zum ersten König des Königreichs Bayern                                                                                            | 1920                  | Dürer-Pirckheimer-Brunnen, Tritonbrunnen frühere Namen: auf dem Neuen Bau, ab 1809/10: Maximiliansplatz | weitere Bilder |
| Maxtor Lage                         | Sebalder Altstadt (0)           | Maximilian II. Joseph (1811–1864), von 1848 bis 1864 König von Bayern | 1856                  | | weitere Bilder |
| Meisterleinsplatz Lage              | Wöhrd (0)                       | Sigismund Meisterlin (1435–1497), deutscher Humanist, Mönch und Geschichtsschreiber | 1870                  | |                |
| Melanchthonplatz Lage               | Steinbühl (1)                   | Philipp Melanchthon (1497–1560), deutscher Altphilologe, Philosoph, Humanist, lutherischer Theologe, Lehrbuchautor und neulateinischer Dichter. Er war als Reformator neben Martin Luther eine treibende Kraft der deutschen und europäischen kirchenpolitischen Reformation und wurde auch „Praeceptor Germaniae“, Lehrer Deutschlands, genannt                 | 1886                  | | weitere Bilder |
| Minervaplatz Lage                   | Gartenstadt (4)                 | Minerva, römische Göttin | 1924                  | | weitere Bilder |
| Mögeldorfer Plärrer Lage            | Mögeldorf (9)                   | Plärrer, Begriff für einen freien Marktplatz außerhalb der Stadtmauern | 2000                  | S-Bahnhof Mögeldorf | weitere Bilder |
| Münzplatz Lage                      | Sebalder Altstadt (0)           | Münzamt | 1870                  | frühere Namen: Am Judenkirchhof, Hinter dem Blauen Stern |                |
| Nägeleinsplatz Lage                 | Sebalder Altstadt (0)           | Nägeleinsmühle | 1969                  | frühere Name: Vordere und Hintere Nägeleinsgasse | weitere Bilder |
| Nelson-Mandela-Platz Lage           | Galgenhof (1)                   | Nelson Mandela (1918–2013), führender südafrikanischer Aktivist und Politiker im Widerstand gegen die Apartheid sowie von 1994 bis 1999 der erste schwarze Präsident seines Landes | 1991                  | Hauptbahnhof | weitere Bilder |
| Neunhofer Schloßplatz Lage          | Neunhof (7)                     | Schloss Neunhof, Heimatmuseum Neunhof | 1973                  | | weitere Bilder |
| Nibelungenplatz Lage                | Glockenhof (1)                  | Nibelungensage | 1912                  | |                |
| Oberer Bergauerplatz Lage           | Lorenzer Altstadt (0)           | Hans Bergauer, Färber | 1809/10               | | weitere Bilder |
| Obstmarkt Lage                      | Sebalder Altstadt (0)           | Obst | 1349                  | | weitere Bilder |
| Olof-Palme-Platz Lage               | Veilhof (2)                     | Olof Palme (1927–1986), sozialdemokratischer schwedischer Politiker und zweimaliger Ministerpräsident Schwedens (1969–1976 und 1982–1986) | 1986                  | früherer Name: Adamsplatz | weitere Bilder |
| Palmplatz Lage                      | St. Johannis (0)                | Johann Philipp Palm (1766–1806), Nürnberger Buchhändler und Verleger | 1876                  | Friedenskirche | weitere Bilder |
| Paniersplatz Lage                   | Sebalder Altstadt (0)           | Panier | 1829                  | frühere Bezeichnungen: Pannersberg, Bonersberg, Paniersberg | weitere Bilder |
| Peter-Höffkes-Platz Lage            | Fischbach (9)                   | Peter Wilhelm Höffkes (1927–2005), deutscher Politiker der CSU; 1983 und 1987 direkt gewählter Abgeordneter im Wahlkreis Nürnberg-Süd |                       | | weitere Bilder |
| Peter-Schönlein-Platz Lage          | Sebalder Altstadt (0)           | Peter Schönlein (1939–2016), deutscher Politiker der SPD; 1987 bis 1996 Oberbürgermeister der Stadt Nürnberg | 2020                  | Germanisches Nationalmuseum, davor Teil des Kornmarkts |                |
| Petra-Kelly-Platz Lage              | Gostenhof (0)                   | Petra Kelly (1947–1992), deutsche Politikerin, Friedensaktivistin und Gründungsmitglied der Partei Die Grünen | 2011                  | früherer Name: Bauernplatz | weitere Bilder |
| Plärrer Lage                        | Himpfelshof (0)                 | Plärrer, Begriff für einen freien Marktplatz außerhalb der Stadtmauern | 1481 1865 (offiziell) | U-Bahnhof Plärrer und ehemaliger Standort des Ludwigsbahnhof, Zwangsarbeiter-Mahnmal „Transit“, Plärrerhochhaus, Nicolaus-Copernicus-Planetarium, Volksbad, Spittlertor                                                             | weitere Bilder |
| Platz am Tiergärtnertor Lage        | Sebalder Altstadt (0)           | Tiergärtnertor | 1974                  | Albrecht-Dürer-Haus, Pilatushaus, Tiergärtnertor | weitere Bilder |
| Platz der Deutschen Einheit Lage    | Röthenbach Ost (5)              | Deutsche Wiedervereinigung | 1991                  | | weitere Bilder |
| Platz der Opfer des Faschismus Lage | Glockenhof (1)                  | in Gedenken an die Opfer des Nationalsozialismus und Faschismus | 1946                  | frühere Namen: Wodanplatz (1908–1932, 1933–1946), Friedrich-Ebert-Platz (1932–1933) | weitere Bilder |
| Rathausplatz Lage                   | Sebalder Altstadt (0)           | Rathaus | 1809                  | Rathaus Gänsemännchenbrunnen | weitere Bilder |
| Rathenauplatz Lage                  | Sebalder Altstadt (0) Wöhrd (0) | Walther Rathenau (1867–1922), deutscher Industrieller, Schriftsteller und liberaler Politiker (DDP); wurde als Reichsaußenminister Opfer eines politisch motivierten Attentats der Organisation Consul. | 1922 1946             | U-Bahnhof Rathenauplatz, Laufer Tor ehemals als Äußerer Laufertorplatz bezeichnet, ab 1917 als Hindenburgplatz genannt, 1922 erstmals in Rathenauplatz umgetauft, 1933 Rückbenennung in Feldmarschall-Hindenburg-Platz              | weitere Bilder |
| Richard-Wagner-Platz Lage           | Tafelhof (0)                    | Richard Wagner (1813–1883), deutscher Komponist, Dramatiker, Dichter, Schriftsteller, Theaterregisseur sowie Dirigent und gilt seinen Musikdramen als einer der bedeutendsten Erneuerer der europäischen Musik im 19. Jahrhundert | 1938                  | U-Bahnhof Opernhaus ehemals Teil der Treustraße | weitere Bilder |
| Ritterplatz Lage                    | Glockenhof (1)                  | Christoph III. Ritter (1610–1676), Nürnberger Goldschmied und Bildhauer | 1898                  | | weitere Bilder |
| Ritter-von-Schuh-Platz Lage         | Galgenhof (1)                   | Georg von Schuh (1846–1918), Lehrer und Jurist sowie von 1892 bis 1913 Erster Bürgermeister der Stadt Nürnberg | 1974                  | U-Bahnhof Maffeiplatz | weitere Bilder |
| Rosa-Luxemburg-Platz Lage           | Lorenzer Altstadt (0)           | Rosa Luxemburg (1871–1919), promovierte einflussreiche Vertreterin der europäischen Arbeiterbewegung, des Marxismus, Antimilitarismus und „proletarischen Internationalismus“ | 1995                  | Cinecittà, Naturhistorische Gesellschaft ehemaliger Teil des Gewerbemuseumsplatz | weitere Bilder |
| Schillerplatz Lage                  | Maxfeld (2)                     | Friedrich Schiller (1759–1805), Arzt, Dichter, Philosoph sowie Historiker und gilt als einer der bedeutendsten deutschen Dramatiker, Lyriker und Essayisten | 1886                  | | weitere Bilder |
| Schuckertplatz Lage                 | Hummelstein (1)                 | Sigmund Schuckert (1846–1895), Nürnberger Elektrotechniker und Gründer der Firma Schuckert & Co. (Schuckertwerke) | 1912                  | | weitere Bilder |
| Sebalder Platz Lage                 | Sebalder Altstadt (0)           | St. Sebald | 1977                  | St. Sebald, Schürstabhaus früherer Name: Hinter St. Sebald | weitere Bilder |
| Siedlerfestplatz Lage               | Trierer Straße (4)              | | 2019                  | |                |
| Siemensplatz Lage                   | Steinbühl (1)                   | Werner von Siemens (1816–1892), deutscher Erfinder und Industrieller; entdeckte das dynamoelektrische Prinzip und gilt als Begründer der modernen Elektrotechnik | 1973                  | Christuskirche | weitere Bilder |
| Sonnenplatz Lage                    | Gartenstadt (4)                 | Sonne | 1921                  | |                |
| Stresemannplatz Lage                | Wöhrd (0)                       | Gustav Stresemann (1878–1929), deutscher Politiker und Staatsmann der Weimarer Republik, ab 1923 Reichskanzler und danach bis zu seinem Tod Reichsminister des Auswärtigen | 1949                  | | weitere Bilder |
| Südtiroler Platz Lage               | Hasenbuck (4)                   | autonome Provinz Südtirol in Italien | 1926                  | Lutherkirche | weitere Bilder |
| Theresienplatz Lage                 | Sebalder Altstadt (0)           | Therese von Sachsen-Hildburghausen (1792–1854), Prinzessin von Sachsen-Hildburghausen und durch ihre Heirat mit Ludwig I. seit 1825 Königin von Bayern | 1833                  | Martin-Behaim-Denkmal frühere Name: Heumarkt | weitere Bilder |
| Trödelmarkt Lage                    | Lorenzer Altstadt (0)           | Trödel | 1809/10               | frühere Namen: Säumarkt, Tendelmarkt, Trändelmarkt | weitere Bilder |
| Unschlittplatz Lage                 | Lorenzer Altstadt (0)           | Unschlitthaus | 1870                  | frühere Namen: Beim Hieserlein, Beim Goldenen Tischlein, Beim Unschlitthaus, ab 1809/10 Unschlittmarkt | weitere Bilder |
| Unterer Bergauerplatz Lage          | Lorenzer Altstadt (0)           | Hans Bergauer, Färber | 1809/10               | |                |
| Veit-Stoß-Platz Lage                | Gostenhof (0)                   | Veit Stoß (1447–1533), Bildhauer und -schnitzer der Spätgotik, der vor allem in Krakau und Nürnberg tätig war | 1876                  | U-Bahnhof Bärenschanze, Dreieinigkeitskirche | weitere Bilder |
| Volckamerplatz Lage                 | Werderau (4)                    | Volckamer von Kirchensittenbach, Nürnberger Patrizierfamilie | 1910/11               | | weitere Bilder |
| Volksfestplatz Lage                 | Dutzendteich (3)                | Nürnberger Volksfest |                       | | weitere Bilder |
| Webersplatz Lage                    | Sebalder Altstadt (0)           | Weber, Beruf | 1809/10               | früherer Name: Am Schwabenberg | weitere Bilder |
| Weinickeplatz Lage                  | Wöhrd (0)                       | Hans Weinicke, Pfarrer | 1993                  | St. Bartholomäus | weitere Bilder |
| Weinmarkt Lage                      | Sebalder Altstadt (0)           | Wein | 1809                  | | weitere Bilder |
| Willy-Brandt-Platz Lage             | Marienvorstadt (0)              | Willy Brandt (1913–1992), von 1969 bis 1974 als Regierungschef einer sozialliberalen Koalition von SPD und FDP der vierte Bundeskanzler der Bundesrepublik Deutschland | 1993                  | Willy-Brandt-Denkmal frühere Namen: Marienplatz (1866–1933), Schlageterplatz (1933–1945), Marienplatz (1945–1993) | weitere Bilder |
| Willy-Prölß-Platz Lage              | Galgenhof (1)                   | Willy Prölß (1930–2014), deutscher Gewerkschafter, Kommunalpolitiker (SPD), Altbürgermeister und Ehrenbürger der Stadt Nürnberg | 2016                  | | weitere Bilder |
| Wissmannplatz Lage                  | Ziegelstein (8)                 | Hermann von Wissmann (1853–1905), deutscher Afrikaforscher, Offizier und Kolonialbeamter | 1937                  | 1966 Änderung der Schreibweise von Wißmannplatz zu Wissmannplatz | weitere Bilder |
| Zeitenwendeplatz Lage               | Eibach (5)                      | Zeitenwende | 1922                  | früherer Name: Schillerplatz | weitere Bilder |